# Mascha ter Weeme

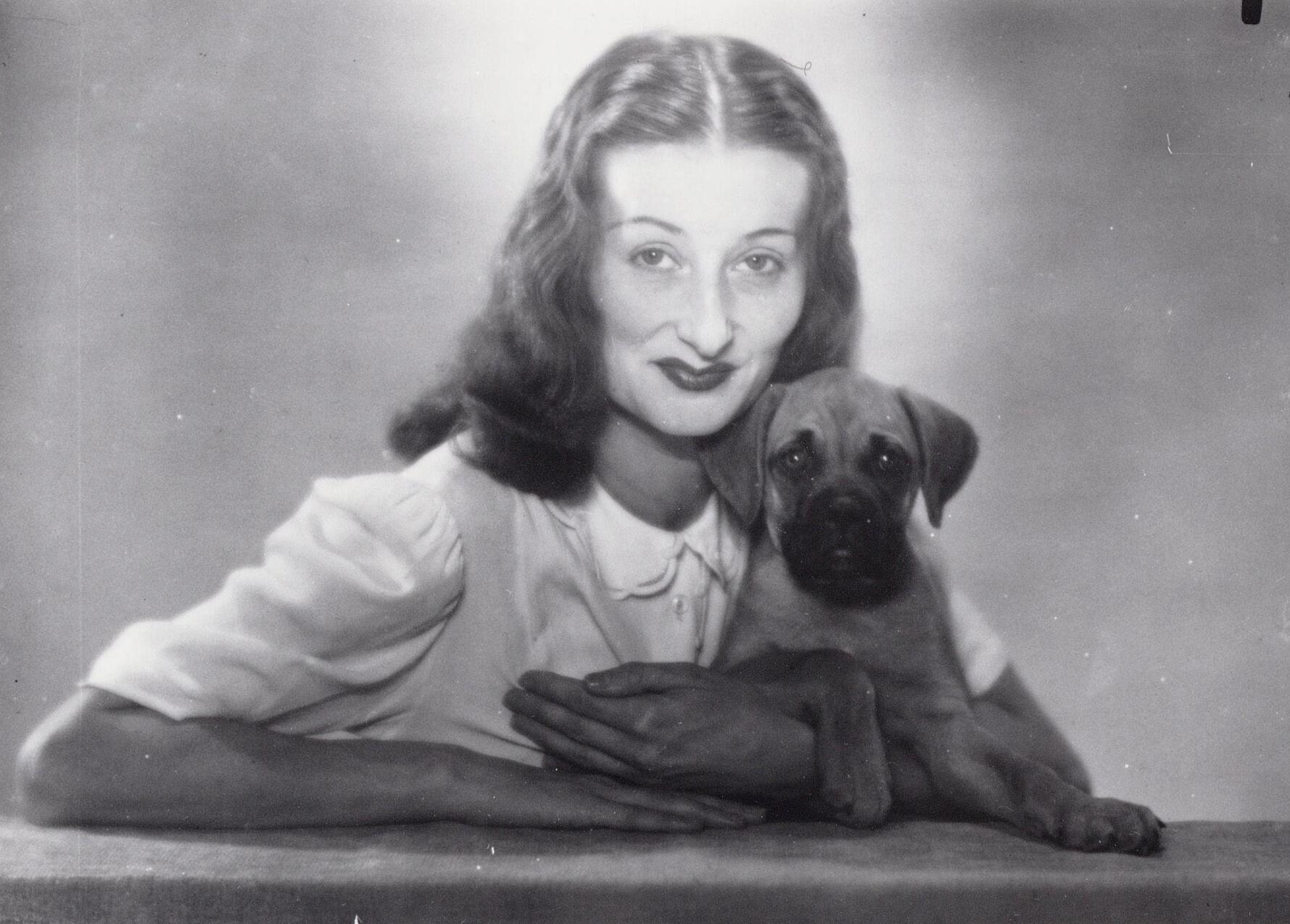
Jacob Merkelbach portretteert Mascha ter Weeme (1945)

Willemina Johanna Hendrika (Mascha) ter Weeme (Amsterdam, 17 oktober 1902 – aldaar, 31 juli 1995) was een Nederlands danseres, choreografe en balletdirectrice.
Ze was de dochter van Petronella Hendrica Gerbregdina Bakker en (kunst)schilder Theodorus ter Weeme (1868-1943) uit Nieuwer-Amstel. Oom Barend Hendrik ter Weeme (1880-1956) was ook kunstschilder. Zelf was ze tweemaal getrouwd, tussen 1927 en 1943 met Albert Jan Jacob Pereboom (fabrikant van knippatronen) en tussen 1958 en 1963 met Wilhelmus Christianus (Wim) de Soet (pianist) met ze wie optrad. Voor zover bekend bleven beide huwelijken kinderloos.
Het zag er niet naar uit dat ze in de danswereld haar brood ging verdienen. Ze kreeg een opleiding aan de Openbare Handelsschool in Amsterdam. Ze leerde allerlei talen, boekhouden en rekenen, maar bezocht wanneer mogelijk voorstellingen met Mary Wigman. Ze kreeg balletonderwijs van Mary Wigman (volgeling van Isadora Duncan en Émile Jaques-Dalcroze) te Dresden, Yvonne Georgi, Igor Schwezoff en Victor Gsovsky. Ze sloot zich in 1936 aan bij het gezelschap van Georgi en ging in 1938 mee op de Amerikaanse tournee. Het gezelschap trad tot diep in de Tweede Wereldoorlog (1944) op. Ze was ook de assistente van Georgi. Vanaf 1947 stond zij aan de andere kant; ze werd leider van de mede door haarzelf opgerichte "Amsterdamse Ballet Combinatie", een jaar later omgedoopt in Ballet der Lage Landen. Dat werd onder haar leiding tot 1959 steeds belangrijker binnen het Nederlandse ballet, mede doordat ze ook balletvoorstellingen hield in de kleine theaters. Partners daarin waren Max Dooyes en Bob Nijhuis. Ze promootte daarin niet zelden de uit de Verenigde Staten nieuwe danstechniek van Harvey Krefelds. Ze werd langzaamaan een flinke concurrent van de gezelschappen van Sonia Gaskell. Dit mondde uit in een strijd tussen de twee, waarin Ter Weeme gesteund werd door het publiek en Gaskell door de pers en subsidieverstrekkers. De laatste won en het gezelschap van Ter Weeme ging min of meer gedwongen op in het Ballet van de Nederlandse Opera opgezet door Françoise Adret, dat omgevormd werd tot het Amsterdams Ballet, dat op haar beurt in 1961 ten onder ging. 
Ter Weeme werd gevraagd voor Het Nationale Ballet van haar opponent Gaskell. Het leidde in 1963 tot een breuk (er werd gesproken over een balletoorlog) en ze trok zich gedesillusioneerd uit de balletwereld. In de jaren tachtig was ze alleen bekend als danspedagoge, privé en verbonden aan de Nel Roos Akademie. Een eigen poging met Johan Verdoner om in 1959 de "Stichting Amsterdamse Academie voor Dansopleiding" van de grond te krijgen mislukte. Haar bekendste leerling werd Els Mulders. 
Samen met de eerder genoemde Max Dooyes speelde Ter Weeme in de film Myrte en de demonen van de Duitse regisseur Paul Bruno Schreiber.
Marscha ter Weeme werd 92 jaar en werd op 3 augustus 1995 gecremeerd op De Nieuwe Ooster, waarna ze verstrooid werd op een algemene weide.